# Cimitero di Santa Maria del Pianto
Il cimitero di Santa Maria del Pianto (o altrimenti detto cimitero del Pianto) è uno dei cimiteri presenti a Napoli, ubicato in via nuova del Campo, nel quartiere Poggioreale.

## Storia e descrizione
Nel 1656 lo scoppio di una violenta pestilenza  portò nella fase culminante a oltre 1000 decessi al giorno.
Mentre la peste milanese (precedente di qualche anno) fu immortalata in letteratura dalle pagine manzoniane, quella napoletana ebbe una celebrazione pittorica grazie al pennello di Micco Spadaro che tratteggia una drammatica immagine del Lazzaretto al Largo del Mercatello (oggi Piazza Dante).
Per le sepolture si reputò, giustamente, opportuno destinare a tale scopo un'area non prossima al centro abitato già densamente popolato per effetto delle proibizioni spagnole a edificare oltre la cinta muraria.
Nella circostanza fu utilizzata una vasta area in una grotta (antica cava di tufo, numerosissime nella città) del colle di Poggioreale chiamata degli sportiglioni (pipistrelli) che fu letteralmente stipata dei morti di peste e sigillata da un muraglione.
A ricordo, nel 1662 fu consacrata una chiesa a Santa Maria del Pianto, su progetto di Francesco Antonio Picchiatti, Ingegnere Maggiore del Regno.
Solo però dal 1865 si rileva uno sviluppo intorno alla chiesa di un cimitero arrampicato sulle falde del Monte di Lotrecco (già sede del cimitero delle 366 Fosse), ma molto distante dall'area cimiteriale di Poggioreale e caratterizzato da una strada a tornanti, con scale per un percorso pedonale che la incrociano. Il cimitero era situato lungo la strada nuova del Campo, intendendo con quest'ultimo il Campo di Marte, località originariamente destinata alle esercitazioni delle truppe napoletane, attualmente sede dell'Aeroporto di Capodichino.
Nel 1987 si verificò un cedimento nel piazzale antistante la chiesa di Santa Maria del Pianto. Indagata la causa, si è scoperta un'immensa grotta sottostante corrispondente alla cava dalla quale i greci di Neapolis nel V-IV secolo a.C. estraevano i blocchi di tufo per la costruzione delle mura della loro città. La cava infatti, ostruita in epoca imprecisata da un franamento, presenta lungo le sue pareti già segnate le linee orizzontali corrispondenti all'altezza dei blocchi e, cosa ancor più sorprendente, i caratteristici segni alfabetici graffiti dalle diverse squadre di operai, gli stessi segni che si rinvengono sui blocchi delle mura greche di Napoli (per esempio su quelle di piazza Bellini o di piazza Cavour).
L'estensione del cimitero è di poco superiore ai 28.000 metri quadrati e, nell'aria cimiteriale, trova posto anche l'omonima chiesa.

### Personalità illustri sepolte
Deve la sua fama alla presenza delle tombe di:
- Renato Caccioppoli (1904 - 1959), matematico.
- Enrico Caruso (1873 - 1921), tenore.
- Emanuele Gianturco (1857 - 1907) , giurista e politico.
- Mario Mangini (1899 - 1971), commediografo, sceneggiatore e regista teatrale.
- Ermete Novelli (1851 - 1919), attore.
- Eduardo Scarpetta (1853 - 1925), attore e commediografo.
- Vincenzo Scarpetta (1877 - 1952), attore, comico e commediografo.
- Maria Scarpetta (1891 - 1949), commediografa e scrittrice.
- Mario Scarpetta (1953 - 2004), attore.
- Carlo Taranto (1921 - 1986), attore.
- Nino Taranto (1907 - 1986), attore, comico e cantante.
- Totò (1898 - 1967), attore, commediografo, poeta, paroliere e sceneggiatore.

Quest'ultimo continua a ricevere, sulla tomba che lo ospita, lettere di estimatori da ogni parte d'Italia che intestano così le missive al defunto: "Al Principe Antonio De Curtis, Cimitero del Pianto, Napoli". Le lettere vengono lasciate sul sepolcro in marmo bianco recante il suo inconfondibile profilo in altorilievo.
Va ricordato anche l'Arcivescovo di Napoli Card. Sisto Riario Sforza sepolto nel 1877 (e le cui spoglie furono poi traslate nel 1927 nella Chiesa dei S.S. Apostoli).